# Borut Plaskan
Borut Plaskan, (rojen 8 Avgusta 1966 v Slovenj Gradcu, Slovenija), je upokojeni profesionalni igralec rokometa. Še vedno drži rekord najboljšega strelca vseh časov pri RK Gorenje Velenje z 1559 goli na 426 tekmah. Bil je tudi član slovenske rokometne reprezentance.

## Življenjepis
V Velenju je obiskoval je OŠ Gustava Šiliha in Veljka Vlahoviča (danes Livada) ter srednjo strojno šolo na CSŠ. Na FS je nato doštudiral strojništvo. Od leta 1993 je zaposlen v Gorenju IPC, trenutno je vodja proizvodnje programa Embalaže. Dosegel je številne uspehe v rokometu kot aktiven igralec članske ekipe RK Gorenje Velenje v obdobju 1983−2002. Legenda velenjskega rokometa in dolgoletni član kluba je bil nato med 2002 in 2009 pomočnik trenerja RK Gorenje Velenje. Z bogatimi izkušnjami igralca in kot pomemben člen strokovnega štaba se je po treh letih premora ponovno vrnil na to mesto (sezona 2012/2013).

## Športni uspehi

### Uspehi kot igralec (ekipno)
1. mesto DP (1984/85) in 1. mesto Medrepubliška liga (1988/89) – oboje v bivši Jugoslaviji, 2. mesto DP (1993/94, 1995/96), 3. mesto DP (1990/91, 1994/95, 2001/02, 2002/03); 2. mesto Pokal Slovenije (1993/94, 1994/95, 1996/97, 1997/98, 2001/02); uvrstitev v polfinale Pokala EHF (1994/95) in v četrtfinale (1996/97).
Odigral je 426 uradnih tekem za RK Gorenje in dal 1559 golov oz. 49 uradnih tekem za reprezentanco Slovenije in 56 golov.

### Uspehi kot pomočnik trenerja
Državno prvenstvo: 1. mesto (2008/09), 2. mesto (2003/04, 2004/05), 3. mesto (2002/03, 2005/06); Pokal Slovenije: 1. mesto (2002/03), 2. mesto (2006/07), 3. mesto (2003/04, 2004/05, 2005/06); Evropski pokal: uvrstitev v polfinale PPZ (2003/04), četrtfinale (2004/05) in finale EHF (2008/09).

## Nagrade in priznanja
- 1992: športnik občine Velenje